# Оперативна поліграфія
Оперативна поліграфія — це розділ поліграфії, що займається швидким виготовленням друкованої продукції; або цифрова технологія оперативного трафаретного друку, що будується на принципі СТР та реалізується в комп'ютерній обробці інформації, лазерному виготовленні трафаретної форми з наступним ротаційним друкуванням.  
Використовує комп'ютерну техніку та відповідне програмне забезпечення. Оперативна поліграфія (іншими словами — цифрові міні-друкарні) — це якісний, швидкий, вигідний і недорогий вид реклами. Новітнє обладнання для цифрової поліграфії відкриває такі напрямки діяльності, які здавалися неможливими ще декілька років тому. Колись оперативна поліграфія асоціювалася головним чином з візитками і одноколірними листівками, зробленими на принтерах. І тиражі були досить обмеженими. На сьогоднішній день все змінилося. Сучасне обладнання дозволяє цифровим міні-друкарням нового типу конкурувати з традиційними великими друкарнями в тиражах і якості повноколірної продукції, але при цьому виконувати замовлення значно оперативніше.

## Цифровий друк
Має ряд переваг:
1. Висока оперативність.
2. Характеристики кольору при повноколірному цифровому друці значно вищі, ніж при звичайному офсетному друці.
3. Можливість використання практично будь-яких матеріалів, включаючи самоклейкий папір і плівку, дизайнерський папір й ін.
4. Цифровий друк з використанням звичайного крейдованого паперу дозволяє не лише зекономити гроші, але й при цьому досягати найвищої якості буклетів та ін. продукції.
Перелік послуг у цьому напрямку досить широкий:
• оперативне друкування буклетів
• оперативне друкування брошур
• оперативне друкування листівок
• оперативне друкування візитівок і бейджиків
• друкування плакатів і постерів
• друк календарів
• друкування бланків
• друкування презентаційних матеріалів
• повноколірне цифрове друкування обкладинок для дисків
• друкування листівок привітальних, запрошень на весілля та інші святкові заходи

## Е-друк
- Е-друк — це широкоформатний друк, роздрук робіт, розроблення дизайну.

До послуг інтер'єрний, екосольвентний друк:
- • на білій або прозорій самоклейкій плівці
- • на папері City Light
- • на самоклейкій плівці типу Oracal, 3M, Ritrama
- • на полотні — репродукція картин
- • на сітці One way vision
- • на банерній сітці MESH

А також:
- • Sticker Bombing
- • розробка індивідуального дизайну
- • кольоропроба